# Lemonade
Lemonade е шестият студиен албум на американската певица Бийонсе. Излиза 23 април 2016. От него излизат пет сингъла – Formation, Sorry, Hold Up, Freedom и All Night.

## Списък с песните

### Оригинален траклист (диск 1)
1. Pray You Catch Me – 3:16
2. Hold Up – 3:41
3. Don't Hurt Yourself (с Джак Уайт) – 3:53
4. Sorry – 3:52
5. 6 Inch (с Уикенд)	– 4:20
6. Daddy Lessons – 4:48
7. Love Drought – 3:57
8. Sandcastles – 3:02
9. Forward (с Джеймс Блейк) – 1:19
10. Freedom (с Кендрик Ламар) – 4:49
11. All Night – 5:22
12. Formation – 3:26

### Дигитално издание
1. Sorry (оригинално демо) – 3:24

### Tidal издание
1. Formation (хореографска версия)	– 4:22
2. Lemonade филм – 65:51

### Диск 2 (DVD)/iTunes Store издание
1. Lemonade филм – 65:22